# برايان دوشارت
برايان دوشارت (بالإنجليزية: Bryan Dechart)‏ هو ممثل ومؤدي اصوات ومُبث أمريكي على منصة تويتش، وُلد في 17 مارس 1987، اشتهر بأداءهِ شخصية كونر في لعبة ديترويت: نحو الإنسانية وشخصية إيلي تشاندلر في مُسلسل جين باي دزايّن، وكشخصية اساسية في فيلم الرعب «المتبقي» مع الممثلة أليكسا فيغا.

## حياتهُ الشخصية
وُلد بريان في سولت ليك، يوتا ونشأ في نوفي، ميشغان،  تخرج من مدرسة تيش العليا للفنون، بدرجة بكالوريوس في الفنون الجميلة في التمثيل،  تزوج بريان من الممثلة الأمريكية أميليا روز بلير في 30 يونيو 2018.